# Huntleya gustavii
Huntleya gustavii är en orkidéart som först beskrevs av Heinrich Gustav Reichenbach, och fick sitt nu gällande namn av Robert Allen Rolfe. Huntleya gustavii ingår i släktet Huntleya och familjen orkidéer. Inga underarter finns listade i Catalogue of Life.

## Bildgalleri

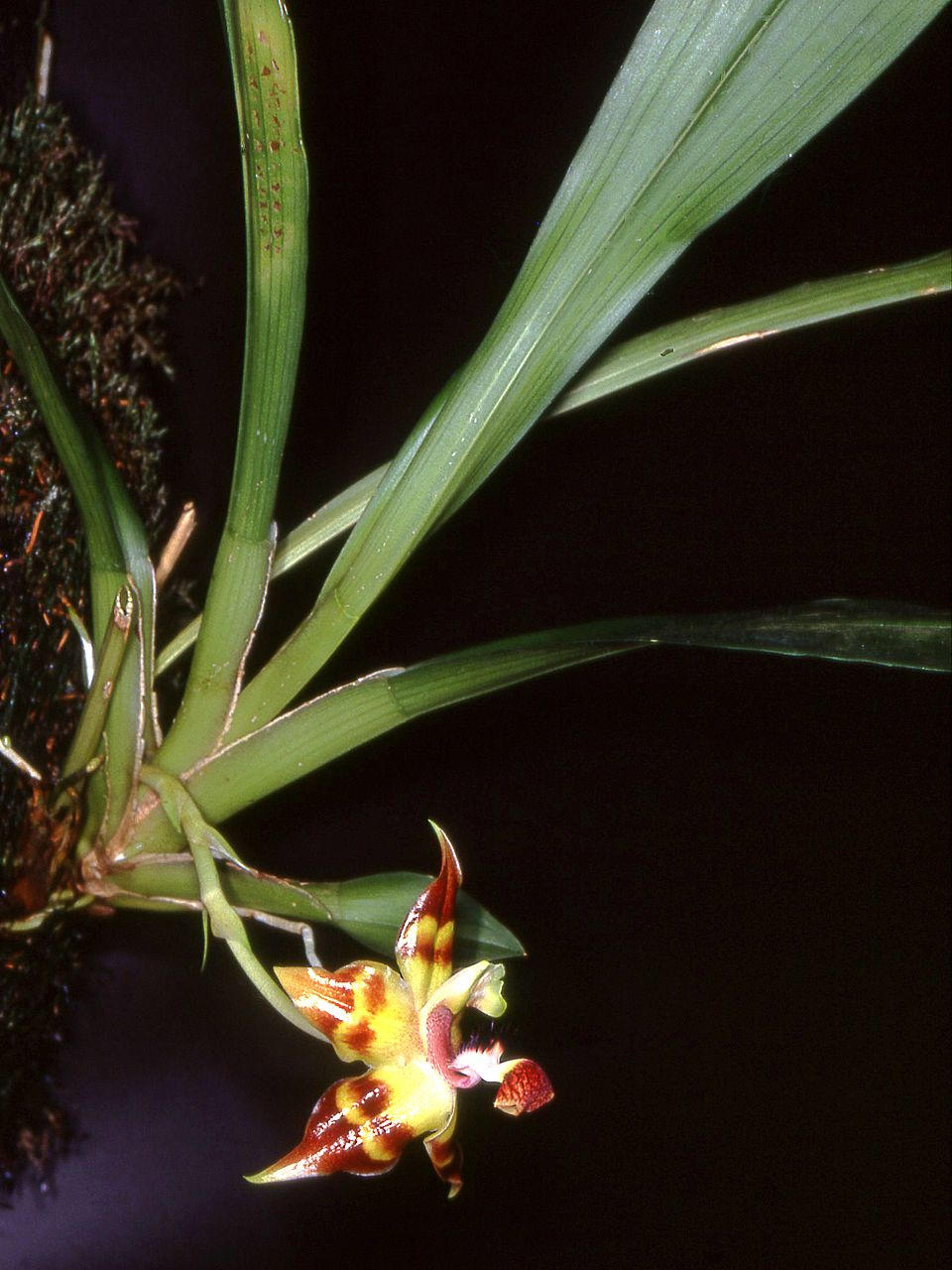
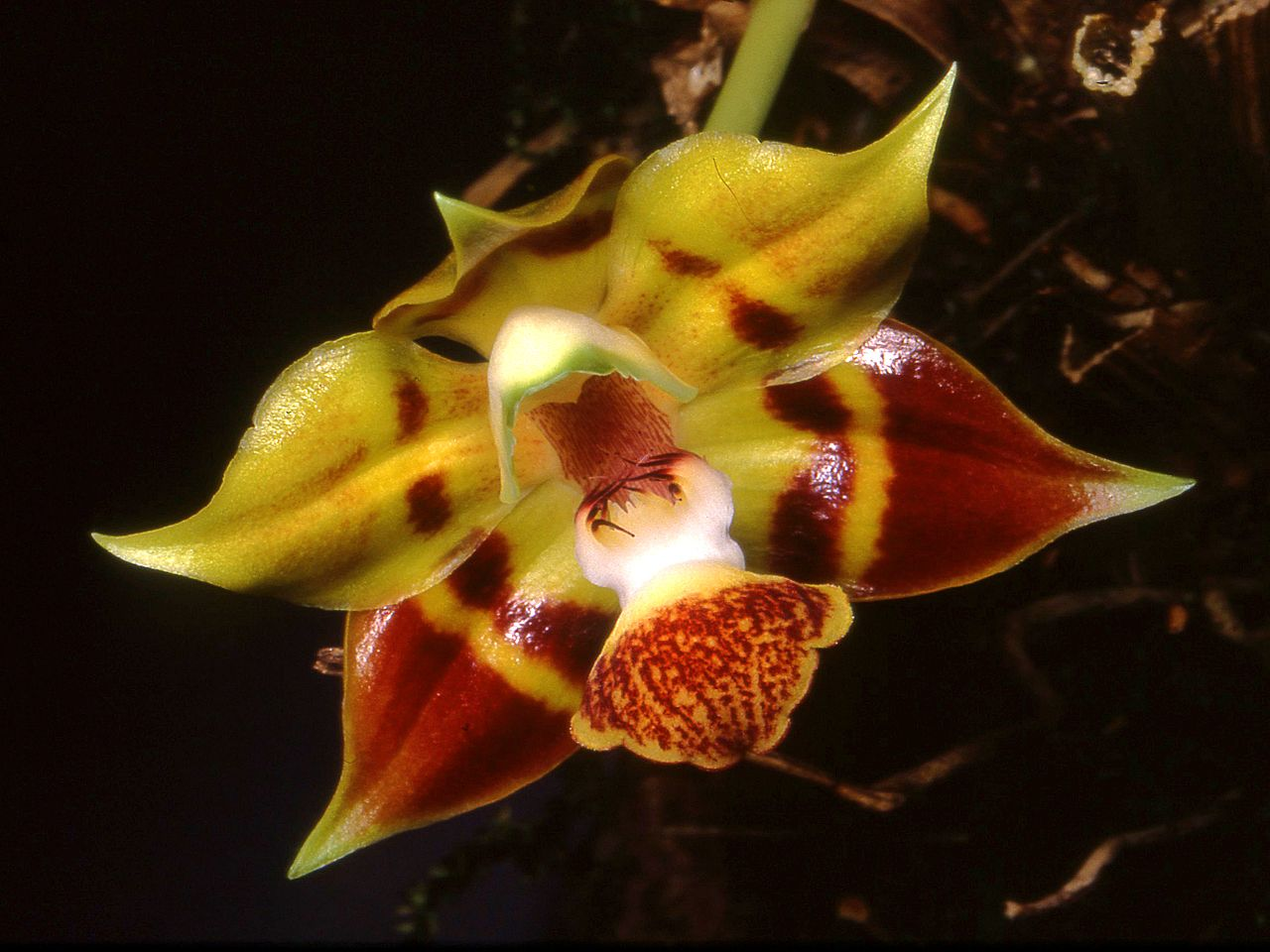
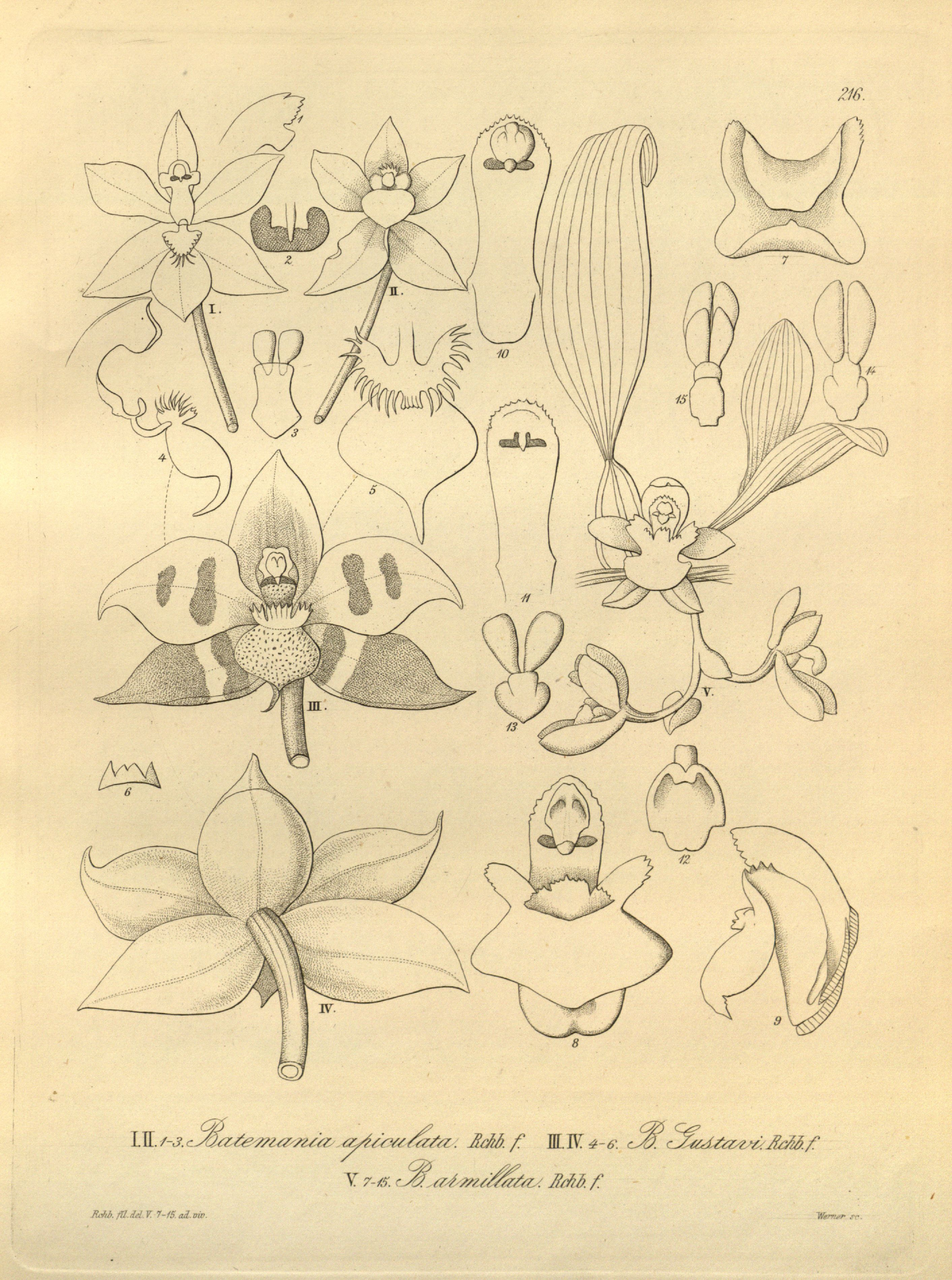